# Henri d’Andeli
Henri d’Andeli (* im 12. Jahrhundert in der Normandie; † im 13. Jahrhundert) war ein französischer Dichter.

## Leben
Henri d’Andeli war Domherr in Rouen und Literat in Paris. Er schrieb zwischen 1220 und 1240 drei Werke, die als Parodien des allegorischen Dit zu verstehen sind. In der Schlacht der Weine bekämpfen sich die Grands Crus auf dem Esstisch des Königs. Die Verlierer werden exkommuniziert. In der Schlacht der Sieben freien Künste bekämpfen sich die Sorbonne und die Universität Orléans. Der Text gilt als wichtige Darstellung zum Universitätsleben im 13. Jahrhundert. Der Dit des Kanzlers Philippe ist als ernst gemeinte Würdigung eines Verstorbenen zu verstehen.
Bis 2004 galt Henri d’Andeli als Autor des berühmten Lai d’Aristote. Seitdem wird das Werk Henri de Valenciennes zugeschrieben.

## Ausgaben (Auswahl)
- (altfranzösisch) Œuvres de Henri d’Andeli, trouvère normand du XIIIe siècle, publiées avec introduction, variantes, notes et glossaire par Alexandre Héron. Cagniard, Rouen 1880.
- (neufranzösisch) Les dits d’Henri d’Andeli. Hrsg. Alain Corbellari. H. Champion, Paris 2003.
  - La bataille des vins. 1224.
  - La bataille des sept arts. 1230.
  - Le lai d’Aristote.
  - Le dit du chancelier Philippe. 1237.
  - (zusätzlich) Jean Le Teinturier d’Arras: Le mariage des sept arts.